# 化學工程學會列表
這是一個全球的化學工程學會列表，本文以洲際作為分類。

## 非洲
- 尼日利亞化學工程學會
- 南非化學工程協會，南非。
- 衣索比亞化學工程學會，衣索比亞。

## 亞洲
- 巴基斯坦化學工程協會，巴基斯坦。
- 巴基斯坦化學工程學會，巴基斯坦。 （页面存档备份，存于）
- 伊朗化學工程協會，伊朗。 （页面存档备份，存于）
- 印度化學工程學會，印度。 （页面存档备份，存于）
- 以色列化學工程學會，以色列。 （页面存档备份，存于）
- 韓國化學工程學會，南韓。
- 菲律賓化學工程學會，菲律賓。
- 日本化學工程學會，日本。 （页面存档备份，存于）
- 泰國化學工程與應用化學學會，泰國。 （页面存档备份，存于）
- 印度化學工程學會，印度。[永久]
- 化學工程校友會，孟加拉。
- 尼泊爾化學工程學會，尼泊爾。
- Society of Chemical Engineers BUITEMS Quetta Pakistan [永久]
- Chemical Engineering Society (ChESo), UEC, Ujjain, India
- Society of Chemical Engineers (SoChE), C.V Raman College of Engineering, Bhubaneswar Orissa, India
- CEP Fraternity, SUST, Bangladesh
- Chemical Engineering Society (ChES), IIT Delhi, India

## 歐洲
- 歐洲化學工程聯合會
- 英國化學工程協會
- 化學工程暨生物技術學會，德國。
- 法國程序工程學會

## 北美
- 美國化學學會
- 美國氫協會
- 美國化學工程學會
- 能源工程協會
- 加拿大化工研究所
- 電化學學會
- 墨西哥化學工程學會
- 北美催化學會，美國。

## 大洋洲
- 澳大利亞皇家化學學會
- 澳大利亞工程師
- 紐西蘭化學工程協會

## 南美洲
- 阿根廷化學工程協會 （页面存档备份，存于）
- 巴西化學工程協會 （页面存档备份，存于）
- 哥倫比亞化工協會
- 烏拉圭化學工程協會 （页面存档备份，存于）